# Parascelio
Parascelio är ett släkte av steklar. Parascelio ingår i familjen Scelionidae.
Kladogram enligt Catalogue of Life:
| Parascelio | \| \| Parascelio molnari \| \| \| \| \| \| Parascelio ruber \| \| \| \| \| \| Parascelio undulatus \| \| \| \| |
|            | \| \| Parascelio molnari \| \| \| \| \| \| Parascelio ruber \| \| \| \| \| \| Parascelio undulatus \| \| \| \| |
|            | Parascelio molnari                                                                                             |
|            | |
|            | Parascelio ruber                                                                                               |
|            | |
|            | Parascelio undulatus                                                                                           |
|            | |